# 安藤純
安藤 純（あんどう じゅん / Jun Ando / 1962年 - ）は、日本のドライビングインストラクター。東京都出身。NPO法人mobility21,株式会社テクノメディア所属

## 経歴
『日本一速い男』といわれたレーシングドライバー星野一義が主幹する、自動車部品の開発販売会社である「ホシノインパル」で、学生時代からアルバイト経験を積む。その時期にフォーミュラーカーレースに強い興味を持つ。また、その期間に整備士資格をはじめとする数多くの関連資格を習得し、その後日産プリンス東京販売株式会社に入社する。在職中には、サービス部門のメカニックやフロントマンそして営業部門を経験し、自動車工学の基礎や販売現場を学びながら、1987年と1988年にはドライバーとして全日本F3選手権に参戦歴がある。後にその経験等を生かして大手広告代理店に転職し、多岐にわたる広報PR業務を担当する。
特にレース運営マネジメントや大規模美術展の広報PR業務、そして天皇、皇后の「行幸啓」や、その他皇族の「お成り」対応など、専門的知識を駆使した業務が高い評価を得た。
大手広告代理店退職後に、モーターレーシングチームの名門「チームセルモ」のマネージャに就任し、チーム運営業務に従事する。セルモ時代は、チーム代表の佐藤正幸(バテさん)のもとで、F3000(とフォーミュラニッポン)、全日本GT選手権、全日本ツーリングカー選手権などで活躍し、レーシングドライバー金石勝智、竹内浩典、立川祐路、野田英樹、光貞秀俊とともにチームに貢献。この時期に国内外多数のレース関係者との交流を持つ事になる。
チームセルモを離れてからは、インポート自動車メーカーのテストドライバーとして活動しながら、モータージャーナリストの清水和夫に師事し、ドライビングインストラクターやインターネット自動車番組のリポーターとして国内外の多方面で活躍した。現在は、ドライビングインストラクターとしての活動のほか、自動車および部品開発、次世代の人材育成など幅広く活動。
- ブリヂストン契約ドライビングインストラクター
- BOSCH ESPerience インストラクター(BOSCH ESPerience Instructor)
- フォルクスワーゲン
  - ドライビング エクスペリエンス エコドライブ トレーニング インストラクター(Volkswagen Driving Experience Eco Drive Training Instructor)
  - ドライビング エクスペリエンス シンクブルー トレーニング インストラクター(Volkswagen Driving Experience Think Blue.Training Instructor)
- 東京消防庁認定 応急手当普及員
- モータースポーツライフセービング機構 認定ファーストエイドインストラクター
- 一般財団法人 日本交通安全教育普及協会
  - 交通安全セミナー講師
  - チャイルドシート認定指導員

## ドライビングインストラクターとしての活動
レース経験に基づいた確かな技術や経験を活かし、分かりやすく楽しいドライビングスクールを企画・運営している。
現在はブリヂストン契約ドライビングインストラクターとして、ブリヂストンプルーピンググラウンドで行われているタイヤセーフティードライビングレッスンをはじめ、全国の自動車教習所などを回り、安全運転を中心とした交通安全啓蒙活動を行う一方、ファーストエイド(応急救命とAED)やレスキューを取り入れたドライビングスクールの企画と運営も行なっている。
また、国内外の自動車メーカーや販売会社、そしてサプライヤーなどの社員教育のインストラクターも務めている。インストラクターとして特に力を入れている分野は、クルマの運転を通した安全、環境を考える分野である。その内容は、単に運転技術を教えるだけではなく、ファーストエイド(応急救命とAED)やレスキュー、タイヤの重要性など、クルマを取り巻く周辺情報についても教えることを信条とし、クルマの運転について、広い視野からインストラクションすることを重視している。ドライビング技能向上のための、新しい観点からの取り組みとして、スポーツ・ビジョン・トレーニングなどの研究も行なっている。
現在、自動車専門のwebTV番組において、時折その姿を見ることができる(外部リンクStart Your Engines参照)。

## レース活動
1987年・1988年に全日本F3選手権にスポット参戦
2008年・2010年・2011年に自動車専門webTV番組の企画で「メディア対抗ロードスター4時間耐久レース」に出場

## モーターレーシングチームの運営業務活動（チームマネージャー）
- 「コスモオイルレーシングチームセルモ」F3000、フォーミュラー日本
- 「トヨタチームセルモ」全日本GT選手権、全日本ツーリングカー選手権